# لنز کانن ئی‌اف ۸۰۰میلی‌متر
لنز کانن ئی‌اف ۸۰۰میلی‌متر (به انگلیسی: Canon EF 800mm lens) نام لنز دوربین عکاسی از نوع ثابت است که توسط شرکت کانن تولید می‌شود. فاصلهٔ کانونی این لنز ۸۰۰ میلی‌متر و ضریب اف آن اف ۵٫۶ است. این لنز در 2008 میلادی تولید و عرضه شده‌است.